# Вахдатобод
Вахдатобод (бывший Туркабад) — село в Карим-Исмаиловской сельской общине Вахдатского района. 7 км от Вахдатабада до центра города; асфальтовая дорога. Население 4020 человек (2017 г.), таджики.
В поселке есть общеобразовательная школа, аптека, районная больница, здравпункт, библиотека, клуб, частные торговые и топливные точки, филиал «Банк Эсхата», производственный кооператив имени Карима Исмоилова и фермерское хозяйство «Фаровон».
Основные отрасли сельского хозяйства: хлопководство, животноводство и овощеводство. Земли орошаются из реке Кафирниган и Иляк.